# Доктор Живаго
 Тази статия е за книгата на Борис Пастернак.  За филма вижте Доктор Живаго (филм).  
„Доктор Живаго“ е роман от Борис Пастернак, филмиран по адаптирания сценарий на Робърт Болт през 1965 година. Романът носи името на главния герой Юрий Живаго, който е лекар и поет. „Доктор Живаго“ разказва за един мъж, разкъсван между две жени, по времето на Руската революция.
„Доктор Живаго“ е завършен през 1956 година, но съдържа пасажи, написани още през 10-те и 20-те години на 20 век. Изпратен е за публикуване до списание „Новый мир“, но е отхвърлен поради лошите взаимоотношения между Пастернак и съветското правителство. През следващата година се появява италиански превод на произведението, който допринася за Нобеловата награда за литература, присъдена на Пастернак през 1958 година. Книгата е публикувана на руски през 1988 година в същото списание, в което му е отказано разрешение 32 години по-рано.
Чувствителността и идеализмът на Живаго граничат с мистицизма. Разсейва се от красотата на ледените кристали по стъклото на прозорец. В медицинското училище един от професорите му напомня, че бактерията може и да изглежда красива, когато се гледа под микроскоп, но в живота върши ужасни неща на хората. Идеализмът на Юрий Живаго ярко контрастира на ужасите на Руската революция. Той става свидетел на канибализъм, осакатяване; вижда как един млад мъж е застрелян, защото иска да види своето семейство. Дори Лара, любовта на неговия живот, му е отнета.